# Ростислав Воячек
Ростислав Воячек (чеськ. Rostislav Vojáček, нар. 23 лютого 1949, Крженовіце) — чехословацький футболіст, що грав на позиції захисника. По завершенні ігрової кар'єри — чеський тренер.
Виступав, зокрема, за клуб «Банік», а також національну збірну Чехословаччини, з якою став бронзовим призером чемпіонату Європи та учасником чемпіонату світу.

## Клубна кар'єра
Розпочинав займатись футболом у клубі «Сокол» з рідного містечка Крженовіце, з якої потрапив до «Славоя» (Коєтин). Під час своєї військової служби грав за нижчолігові «Дукли» з Кромержижа і Табора.
По завершенні військової служби 1970 року перейшов у вищоліговий «Банік» (Острава), кольори якої і захищав протягом усієї своєї кар'єри гравця, що тривала цілих сімнадцять років, за винятком чотирьох матчів навесні 1984 року, які Воячек провів за «Збройовку» (Брно) у другому дивізіоні.
Воячек зіграв 381 матч чемпіонату за «Банік», що і досі є рекордом клубу, та тричі виграв титул чемпіона Чехословаччини та два рази — національний кубок. Також 40 матчів Ростислав провів за «Банік» в європейських кубкових змаганнях. Завершив ігрову кар'єру в 1986 році.

## Виступи за збірну
7 квітня 1974 року дебютував в офіційних іграх у складі національної збірної Чехословаччини в товариському матчі проти збірної Бразилії (0:1).
У складі збірної був учасником чемпіонату Європи 1980 року в Італії, на якому команда здобула бронзові нагороди. На цьому турнірі він зіграв у двох матчах: з Нідерландами (1:1) на груповому етапі та в переможному матчі за 3 місце з Італією (1:1, пен. 9:8). За два роки поїхав з командою і на чемпіонат світу 1982 року в Іспанії, де також зіграв у двох іграх — з Англією (0:2) та з Францією (1:1), але цього разу його команді не вдалось вийти з групи.
Загалом протягом кар'єри у національній команді, яка тривала 9 років, провів у її формі 40 матчів і в 3 матчах був капітаном збірної.

## Кар'єра тренера
По завершенні ігрової кар'єри розпочав тренерську: у 1990-х роках кілька разів працював помічником тренера, а в 2000 році недовго був головним тренером «Баніка» (Острава). У 2005 році тренував «Опаву».

## Титули і досягнення
- Чемпіон Чехословаччини (3):

«Банік» (Острава): 1975/76, 1979/80, 1980/81
- Володар Кубка Чехословаччини (2):

«Банік» (Острава): 1972/73, 1977/78